# シュヴァルグラン
シュヴァルグラン（欧字名:Cheval Grand、2012年3月14日 - ）は、日本の競走馬、種牡馬。
主な勝ち鞍は2017年のジャパンカップ（GI）、2016年の阪神大賞典（GII）、アルゼンチン共和国杯（GII）。 馬主はプロ野球・横浜ベイスターズで投手として活躍した佐々木主浩。
馬名の由来はフランス語で「偉大な馬」。半姉に2012年の牝馬三冠すべてで2着となり、2013年・2014年のヴィクトリアマイルを連覇したヴィルシーナ。半妹に2016年の秋華賞・2017年のドバイターフを制したヴィブロス（ともに父はディープインパクト）がいる。

## 経歴

### 誕生までの経緯
詳細は「ヴィルシーナ#ハルーワスウィート」を参照

### 2歳（2014年）
2014年9月21日に阪神競馬場芝2000メートルで行われた新馬戦で初出走。中団前目を進むも1番人気だったドラゴンヴァースを捕らえきれずクビ差の2着に敗れる。
続く10月12日の京都競馬場芝2000メートル戦で後に小倉大賞典・七夕賞と重賞2勝馬となるアルバートドックに1馬身半差をつけて初勝利を達成。
3戦目は8頭立ての当時新設第1回だった重賞・京都2歳ステークスに出走するも、クビ・クビ差の3着、自己条件の500万条件・エリカ賞で1番人気に支持されるも3着に敗れ、2歳時は4戦1勝という戦績に終わる。

### 3歳（2015年）
3歳初戦として、京都競馬場のオープン特別・若駒ステークスに出走する予定だったが、レース前日に右肩を跛行するアクシデントで出走取り消しとなった。
日本ダービー出走を目指して、重賞レースの毎日杯と京都新聞杯に出走するが5着と8着に敗れ、クラシック出走はならなかった。
3ヶ月半の休養を経て、8月30日の札幌競馬場の500万条件戦で復帰するも、1歳年上でジョアン・モレイラが騎乗した後の重賞勝ち馬・アルバートに2馬身半差をつけられる2着完敗を喫する。
しかし、距離を2400メートルに伸ばす選択をした結果、500万条件・1000万条件・準オープン（1600万条件）と3連勝してオープン入りして3歳を終えた。

### 4歳（2016年）

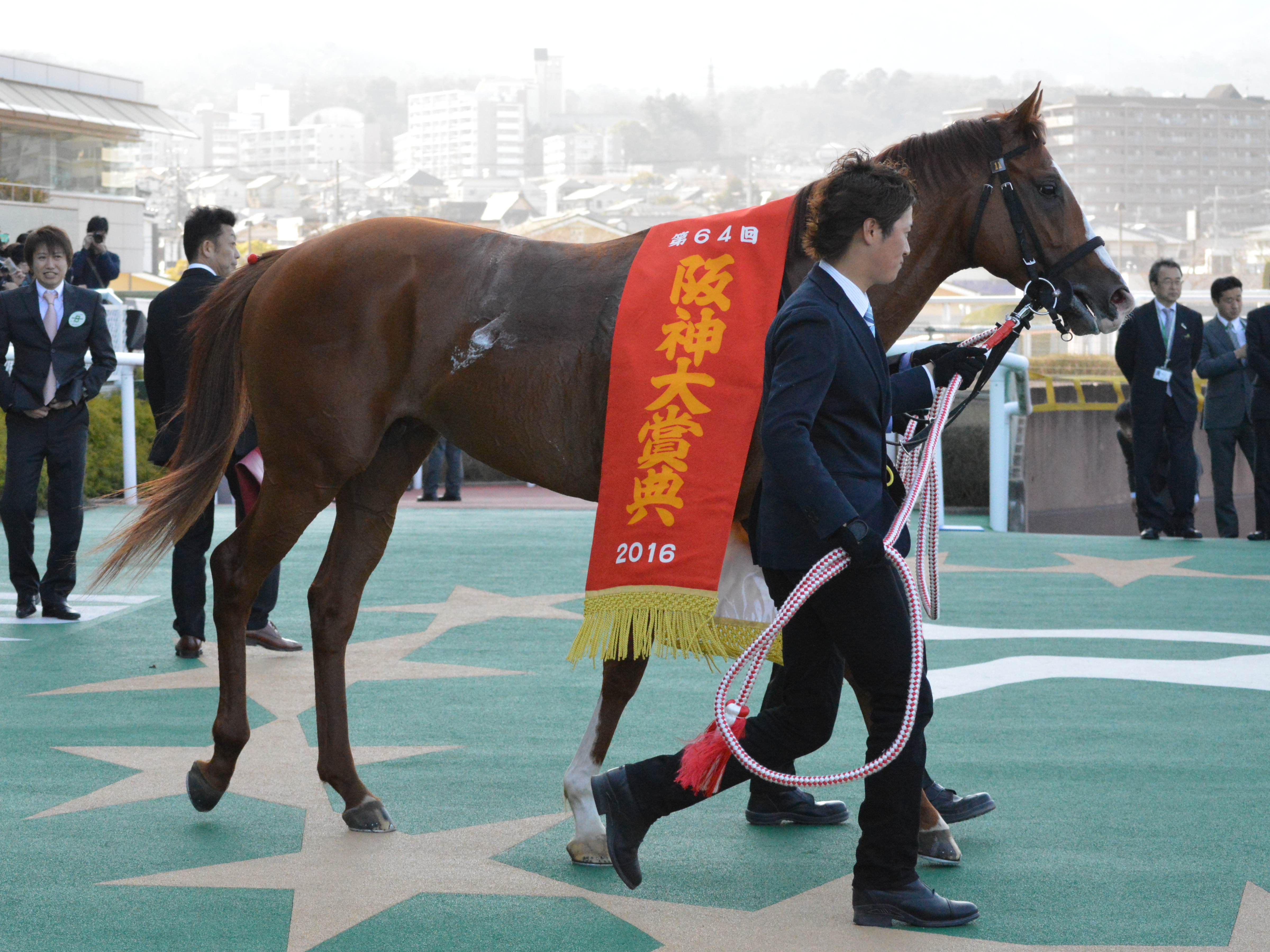
2016年阪神大賞典

年明け、重賞再挑戦となった日経新春杯では1番人気に支持されるも、レーヴミストラルに2馬身差の2着に敗れた。
しかし、距離延長の3000メートルの重賞・阪神大賞典では2着に2馬身半差をつける快勝で、重賞初制覇を達成。
その勢いでGI・天皇賞（春）へ挑戦するも、キタサンブラックの3着、宝塚記念は勝ち馬から1.4秒差の9着に完敗する。
秋シーズンは芝2500メートルの重賞・アルゼンチン共和国杯から始動し、条件戦時代に完敗していたアルバート相手に完勝。
再度、ジャパンカップ・有馬記念に出走するが3着と6着とGIレースに手が届かずだった。

### 5歳（2017年）

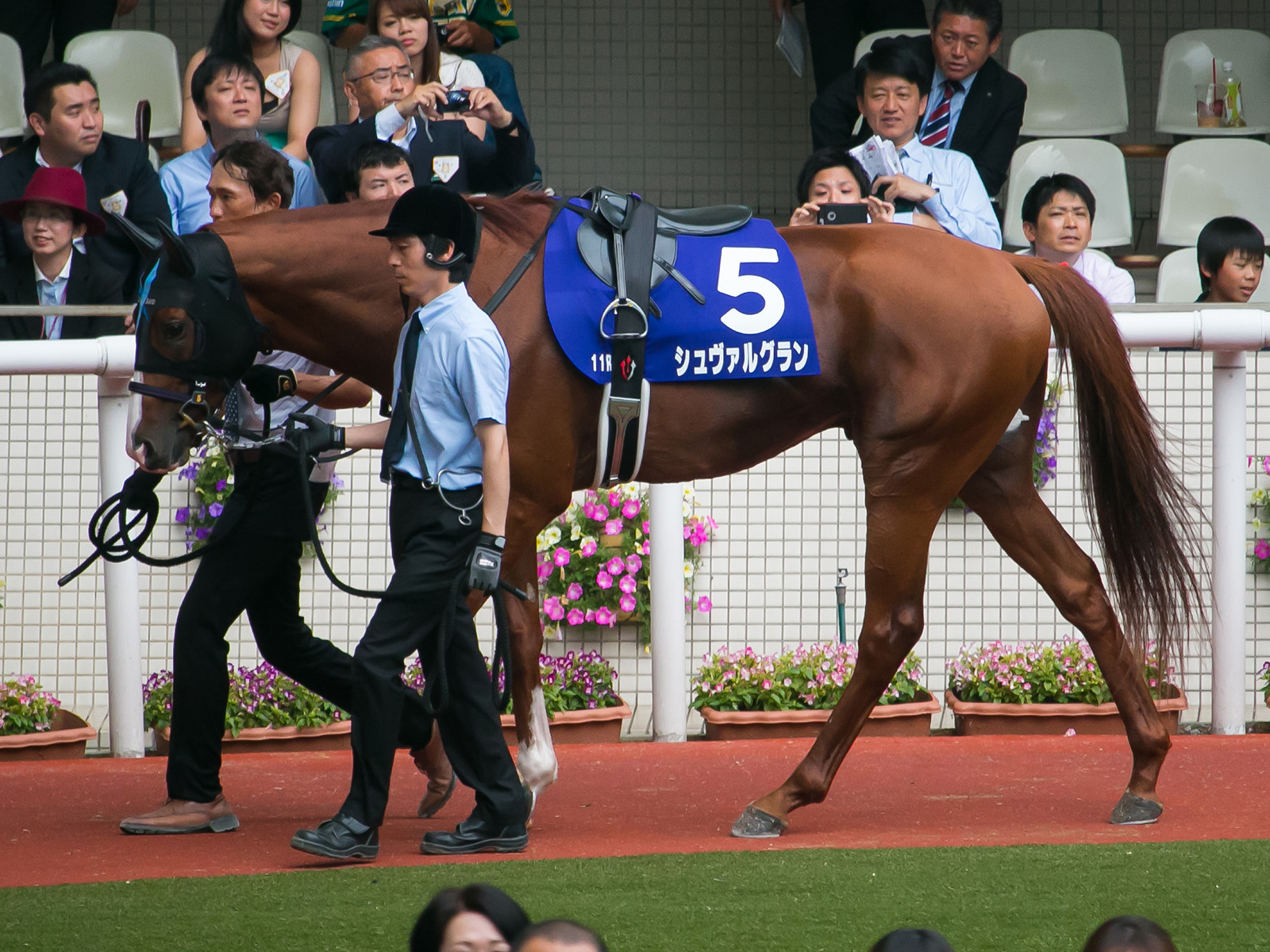
2017年宝塚記念パドック

初戦の阪神大賞典は中団追走から一旦は先頭に立つもサトノダイヤモンドにかわされ1馬身半差の2着。続く天皇賞（春）は好位追走から脚を伸ばすもキタサンブラックの2着。宝塚記念は道中逃げを打つも失速し8着に終わる。
秋に入り、ミルコ・デムーロとの新コンビで挑んだ京都大賞典はスタートで後手を踏むも道中中団まで盛り返し直線で追い上げるも3着。

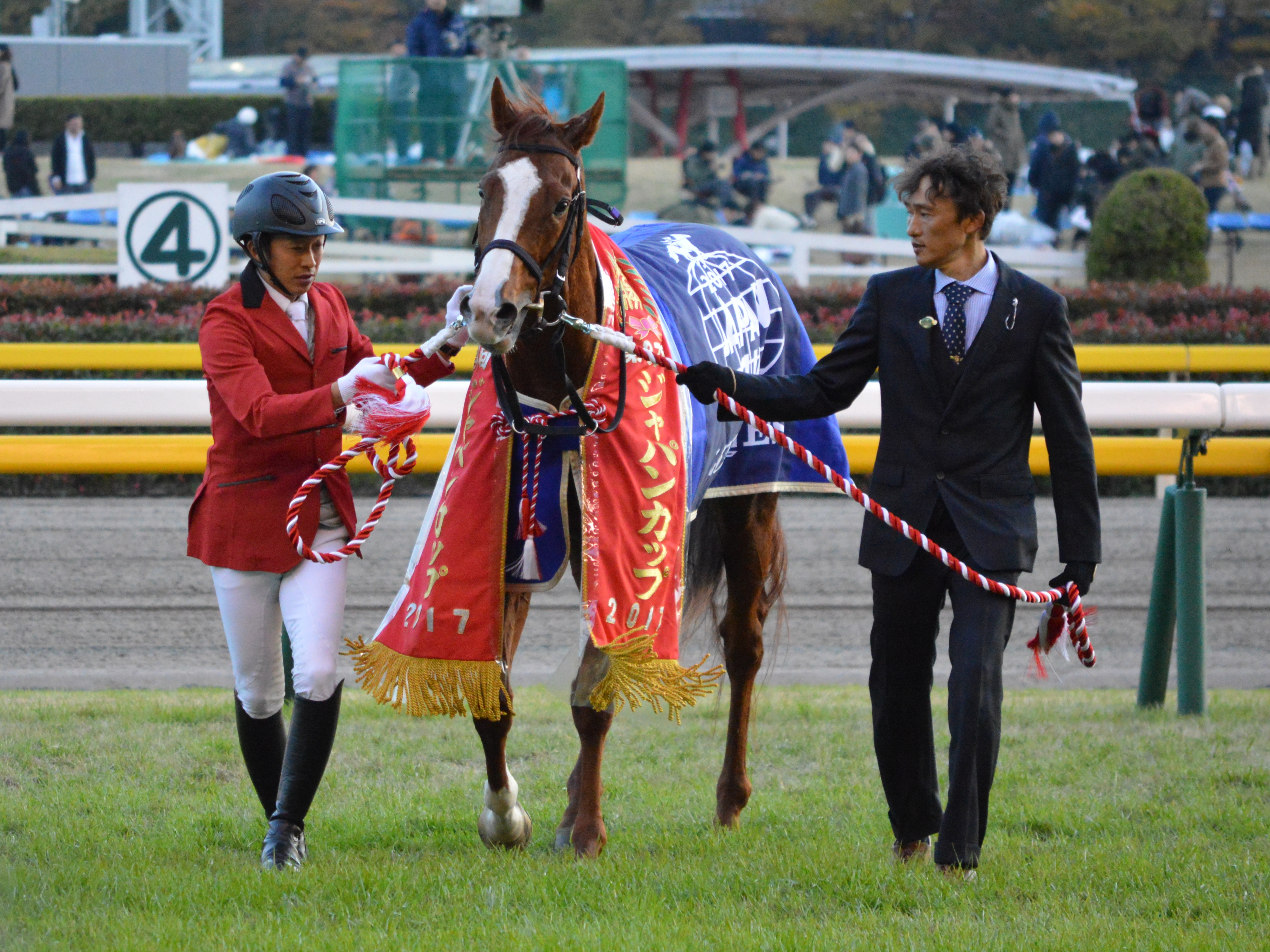
2017年ジャパンカップ

そしてデムーロを巡ってサトノクラウンとの鞍上争いとなるも、デムーロ騎乗が実現しなかったため、急遽JRA短期免許で来日したオーストラリア人のヒュー・ボウマンとコンビを組んだジャパンカップは逃げるキタサンブラックをマークする形でレースを進めると直線で鮮やかに抜け出し、外から追い込んできたレイデオロの追撃を振り切りGI初制覇を果たした。続く有馬記念でも引き続きボウマンとのコンビで出走したが、最後の直線コースでスワーヴリチャードの斜行で不利を受け、3着に敗れた。

### 6歳（2018年）
年明け初戦にいきなりGIの大阪杯を選択。鞍上に三浦皇成を迎えたが、スタートで出遅れや3歳時以来の距離2000メートルは忙しかったこともあり16頭立ての13着に大敗した。続く天皇賞・春では再び鞍上にボウマンを迎え、1番人気に支持されたが、ゴール前で勝ち馬・レインボーラインにクビ差捉えられ2着に敗れた。秋には前年と同じローテーションを組み、京都大賞典では三浦の騎乗が見込まれていたが結局福永が約1年振りに鞍上に戻り4着。第38回ジャパンカップではボウマンがメルボルンカップでの計3つの違反騎乗により騎乗停止処分を課せられ、クリスチャン・デムーロに乗り替わり4着に入線した。第63回有馬記念では秋3戦目でようやく騎乗が叶ったボウマンを背に外枠ながら力走、3着に入った。

### 7歳（2019年）
6歳での現役引退の予定を撤回し、引き続きボウマンを鞍上にドバイシーマクラシックから始動する。迎えた本番では5番手に位置を取り、直線では力強く伸びたものの粘るオールドペルシアンに1馬身半及ばず2着となった。なお、このレースの前に行われたドバイターフでは半妹ヴィブロスがアーモンドアイの2着に入っており、兄妹揃っての好走となった。
その後はキングジョージ6世&クイーンエリザベスステークスに鞍上オイシン・マーフィーで参戦することが決まり、イギリスに遠征。凱旋門賞連覇などGI8勝のエネイブル、前年の本レース2着馬でプリンスオブウェールズSを勝って臨んできたクリスタルオーシャンなど欧州のトップホース達との対戦となったが、前日の雨の影響で稍重となった馬場が合わず6着に敗れた。
次走には2005年のゼンノロブロイ以来史上2頭目の日本馬の出走となるインターナショナルステークスを選択。前走に引き続き鞍上オイシン・マーフィーで臨んだレースでは好スタートから5・6番手に位置を取ったが、スローペースからの瞬発力勝負となったレース展開の中で伸びきれず、パリ大賞典勝ち馬ジャパンの8着に終わった。
海外を転戦していた本馬であったが、次走は前年の有馬記念以来の国内戦で、2度目の優勝を狙う第39回ジャパンカップに出走。ジャパンカップ史上初めて外国馬の参戦が無かったものの、2016 - 2018年のダービー馬や2018年大阪杯勝ち馬スワーヴリチャードなどが出走を決め、ランフランコ・デットーリをはじめとする外国人騎手の来日騎乗も注目を集めた同レースで、本馬もクリストフ・スミヨンとの初コンビで挑んだが、レースでは見せ場をつくることができずに9着に敗退。鞍上のスミヨンは「どうコメントしたら良いのか難しいです」と述べた。
11月28日、管理調教師の友道康夫から次走の第64回有馬記念を以って現役を引退し、翌年からブリーダーズ・スタリオン・ステーションにて種牡馬入りすることが発表された。公開枠順抽選会では馬主の佐々木が大外16番枠を引き「狙ってました」とコメントするなど話題となった12月22日の有馬記念には、かつての主戦である福永を鞍上に迎えて出走。出走馬16頭中14番人気となったが、レースではハイペースの中後方で待機すると、最後の直線で追い込み、アーモンドアイ（9着）などに先着する6着で入線。福永は「最後はファイトしてくれた。よく頑張った」とコメント、友道康夫調教師は「無事に走りきってくれて良かった。今年は海外でいい経験をさせてもらった。子供で海外に行けたらいいですね」と語った。
その後12月25日付でJRAの競走馬登録を抹消した。

## 種牡馬時代
競走馬を引退後、北海道日高町のブリーダーズ・スタリオン・ステーションにて種牡馬となった。初年度の種付け価格は受胎条件80万円、出生条件120万円に設定され、129頭の繁殖牝馬が集まった。スタリオンのスタッフによると「芝の中長距離」を狙って配合されており、種付けが上手で、前向きに行うという。

## 競走成績
| 競走日     | 競馬場     | 競走名        | 格       | 距離（馬場）  | 頭 数 | 枠 番 | 馬 番 | オッズ （人気） | 着順 | タイム （上り3F） | 着差     | 騎手          | 斤量 [kg] | 1着馬（2着馬）         | 馬体重 [kg] |
| ---------- | ---------- | ------------- | -------- | ------------- | ----- | ----- | ----- | --------------- | ---- | ----------------- | -------- | ------------- | --------- | ---------------------- | ----------- |
| 2014.09.21 | 阪神       | 2歳新馬       |          | 芝2000m（良） | 14    | 8     | 14    | 006.30（3人）   | 02着 | R2:04.0（34.7）   | -0.0     | 0福永祐一     | 54        | ドラゴンヴァース       | 464         |
| 0000.10.12 | 京都       | 2歳未勝利     |          | 芝2000m（良） | 12    | 6     | 8     | 001.70（1人）   | 01着 | R2:00.8（35.8）   | -0.2     | 0福永祐一     | 55        | （アルバートドック）   | 468         |
| 0000.11.29 | 京都       | 京都2歳S      | GIII     | 芝2000m（稍） | 8     | 5     | 5     | 015.10（5人）   | 03着 | R2:04.9（34.3）   | -0.1     | 0内田博幸     | 55        | ベルラップ             | 468         |
| 0000.12.27 | 阪神       | エリカ賞      | 500万下  | 芝2000m（良） | 12    | 8     | 12    | 002.90（1人）   | 03着 | R2:02.7（35.0）   | -0.3     | 0内田博幸     | 55        | ベルーフ               | 478         |
| 2015.01.24 | 京都       | 若駒S         | OP       | 芝2000m（良） | 7     | 8     | 8     |                 | 取消 |                   |          | 0内田博幸     | 56        | アダムスブリッジ       | 計不        |
| 0000.03.28 | 阪神       | 毎日杯        | GIII     | 芝1800m（良） | 15    | 6     | 10    | 016.40（8人）   | 05着 | R1:47.5（34.1）   | -0.3     | 0内田博幸     | 56        | ミュゼエイリアン       | 470         |
| 0000.05.09 | 京都       | 京都新聞杯    | GII      | 芝2200m（良） | 16    | 6     | 12    | 012.30（7人）   | 08着 | R2:11.9（34.8）   | -0.6     | 0内田博幸     | 56        | サトノラーゼン         | 464         |
| 0000.08.30 | 札幌       | 3歳上500万下  |          | 芝2000m（良） | 16    | 5     | 9     | 003.10（1人）   | 02着 | R2:00.1（34.4）   | -0.4     | 0福永祐一     | 54        | アルバート             | 468         |
| 0000.10.03 | 阪神       | 3歳上500万下  |          | 芝2400m（稍） | 17    | 5     | 10    | 001.60（1人）   | 01着 | R2:28.3（33.5）   | -0.3     | 0福永祐一     | 54        | （ミッキーポーチ）     | 468         |
| 0000.10.31 | 京都       | 3歳上1000万下 |          | 芝2400m（良） | 8     | 7     | 7     | 001.70（1人）   | 01着 | R2:24.8（33.9）   | -0.3     | 0福永祐一     | 54        | （エイシンアロンジー） | 476         |
| 0000.12.13 | 阪神       | オリオンS     | 1600万下 | 芝2400m（良） | 9     | 5     | 5     | 001.30（1人）   | 01着 | R2:28.1（34.6）   | -0.5     | 0C.ルメール   | 54        | （シホウ）             | 474         |
| 2016.01.17 | 京都       | 日経新春杯    | GII      | 芝2400m（良） | 12    | 6     | 7     | 002.00（1人）   | 02着 | R2:26.2（34.0）   | -0.3     | 0C.ルメール   | 54        | レーヴミストラル       | 480         |
| 0000.03.20 | 阪神       | 阪神大賞典    | GII      | 芝3000m（良） | 11    | 8     | 11    | 003.00（1人）   | 01着 | R3:05.8（34.9）   | -0.4     | 0福永祐一     | 55        | （タンタアレグリア）   | 470         |
| 0000.05.01 | 京都       | 天皇賞（春）  | GI       | 芝3200m（良） | 18    | 4     | 8     | 006.40（3人）   | 03着 | R3:15.5（34.5）   | -0.2     | 0福永祐一     | 58        | キタサンブラック       | 468         |
| 0000.06.26 | 阪神       | 宝塚記念      | GI       | 芝2200m（稍） | 17    | 3     | 5     | 015.80（5人）   | 09着 | R2:14.2（37.6）   | -1.4     | 0福永祐一     | 58        | マリアライト           | 468         |
| 0000.11.06 | 東京       | AR共和国杯    | GII      | 芝2500m（良） | 15    | 6     | 11    | 003.90（2人）   | 01着 | R2:33.4（33.7）   | -0.1     | 0福永祐一     | 58        | （アルバート）         | 474         |
| 0000.11.27 | 東京       | ジャパンC     | GI       | 芝2400m（良） | 17    | 8     | 17    | 013.90（6人）   | 03着 | R2:26.3（34.4）   | -0.5     | 0福永祐一     | 57        | キタサンブラック       | 482         |
| 0000.12.25 | 中山       | 有馬記念      | GI       | 芝2500m（良） | 16    | 7     | 14    | 016.20（5人）   | 06着 | R2:33.1（35.7）   | -0.5     | 0福永祐一     | 57        | サトノダイヤモンド     | 484         |
| 2017.03.19 | 阪神       | 阪神大賞典    | GII      | 芝3000m（良） | 10    | 3     | 3     | 004.90（2人）   | 02着 | R3:02.8（35.9）   | -0.2     | 0福永祐一     | 57        | サトノダイヤモンド     | 474         |
| 0000.04.30 | 京都       | 天皇賞（春）  | GI       | 芝3200m（良） | 17    | 3     | 6     | 012.00（4人）   | 02着 | R3:12.7（35.2）   | -0.2     | 0福永祐一     | 58        | キタサンブラック       | 468         |
| 0000.06.25 | 阪神       | 宝塚記念      | GI       | 芝2200m（稍） | 11    | 5     | 5     | 012.70（5人）   | 08着 | R2:12.6（36.9）   | -1.2     | 0福永祐一     | 58        | サトノクラウン         | 470         |
| 0000.10.09 | 京都       | 京都大賞典    | GII      | 芝2400m（良） | 15    | 2     | 3     | 002.20（1人）   | 03着 | R2:23.1（34.0）   | -0.1     | 0M.デムーロ   | 57        | スマートレイアー       | 472         |
| 0000.11.26 | 東京       | ジャパンC     | GI       | 芝2400m（良） | 17    | 1     | 1     | 013.30（5人）   | 01着 | R2:23.7（34.7）   | -0.2     | 0H.ボウマン   | 57        | （レイデオロ）         | 470         |
| 0000.12.24 | 中山       | 有馬記念      | GI       | 芝2500m（良） | 16    | 5     | 10    | 006.70（3人）   | 03着 | R2:33.8（34.8）   | -0.2     | 0H.ボウマン   | 57        | キタサンブラック       | 474         |
| 2018.04.01 | 阪神       | 大阪杯        | GI       | 芝2000m（良） | 16    | 2     | 4     | 009.20（4人）   | 13着 | R1:59.7（35.2）   | -1.5     | 0三浦皇成     | 57        | スワーヴリチャード     | 470         |
| 0000.04.29 | 京都       | 天皇賞（春）  | GI       | 芝3200m（良） | 17    | 6     | 11    | 003.00（1人）   | 02着 | R3:16.2（35.8）   | -0.0     | 0H.ボウマン   | 58        | レインボーライン       | 474         |
| 0000.10.08 | 京都       | 京都大賞典    | GII      | 芝2400m（良） | 11    | 7     | 8     | 002.20（1人）   | 04着 | R2:26.0（34.9）   | -0.6     | 0福永祐一     | 58        | サトノダイヤモンド     | 472         |
| 0000.11.25 | 東京       | ジャパンC     | GI       | 芝2400m（良） | 14    | 6     | 9     | 012.90（5人）   | 04着 | R2:21.5（34.5）   | -0.9     | 0C.デムーロ   | 57        | アーモンドアイ         | 468         |
| 0000.12.23 | 中山       | 有馬記念      | GI       | 芝2500m（稍） | 16    | 8     | 15    | 022.70（9人）   | 03着 | R2:32.4（35.5）   | -0.2     | 0H.ボウマン   | 57        | ブラストワンピース     | 470         |
| 2019.03.30 | メイダン   | ドバイシーマC | G1       | 芝2410m（良） | 8     | 1     | 1     | 015.00（6人）   | 02着 | R                 | -1.5馬身 | 0H.ボウマン   | 57        | Old Persian            | 計不        |
| 0000.07.27 | アスコット | KGVI&QES      | G1       | 芝2390m（稍） | 11    | 6     | 1     | 034.00（7人）   | 06着 | R2:34.82          | -2.4     | 0O.マーフィー | 60        | Enable                 | 計不        |
| 0000.08.21 | ヨーク     | 英国際S       | G1       | 芝2050m（良） | 9     | 5     | 1     | 029.00（8人）   | 08着 | R2:08.73          | -0.96    | 0O.マーフィー | 60        | Japan                  | 計不        |
| 0000.11.24 | 東京       | ジャパンC     | GI       | 芝2400m（重） | 15    | 6     | 11    | 020.00（8人）   | 09着 | R2:27.1（37.6）   | -1.2     | 0C.スミヨン   | 57        | スワーヴリチャード     | 464         |
| 0000.12.22 | 中山       | 有馬記念      | GI       | 芝2500m（良） | 16    | 8     | 16    | 135.4（14人）   | 06着 | R2:31.9（35.8）   | -1.4     | 0福永祐一     | 57        | リスグラシュー         | 470         |

出典:

## 血統表
| シュヴァルグランの血統          | シュヴァルグランの血統                               | シュヴァルグランの血統                               | （血統表の出典）                                     | （血統表の出典） |
| 父系                            | サンデーサイレンス系                                 | サンデーサイレンス系                                 | サンデーサイレンス系                                 | [ § 2 ]          |
| 父 ハーツクライ 2001 鹿毛       | 父の父*サンデーサイレンス Sunday Silence 1986 青鹿毛 | Halo                                                 | Hail to Reason                                       | Hail to Reason   |
| 父 ハーツクライ 2001 鹿毛       | 父の父*サンデーサイレンス Sunday Silence 1986 青鹿毛 | Halo                                                 | Cosmah                                               |                  |
| 父 ハーツクライ 2001 鹿毛       | 父の父*サンデーサイレンス Sunday Silence 1986 青鹿毛 | Wishing Well                                         | Understanding                                        | Understanding    |
| 父 ハーツクライ 2001 鹿毛       | 父の父*サンデーサイレンス Sunday Silence 1986 青鹿毛 | Wishing Well                                         | Mountain Flower                                      |                  |
| 父 ハーツクライ 2001 鹿毛       | 父の母アイリッシュダンス 1990 鹿毛                   | *トニービン                                          | *カンパラ                                            | *カンパラ        |
| 父 ハーツクライ 2001 鹿毛       | 父の母アイリッシュダンス 1990 鹿毛                   | *トニービン                                          | Severn Bridge                                        |                  |
| 父 ハーツクライ 2001 鹿毛       | 父の母アイリッシュダンス 1990 鹿毛                   | *ビューパーダンス                                    | Lyphard                                              | Lyphard          |
| 父 ハーツクライ 2001 鹿毛       | 父の母アイリッシュダンス 1990 鹿毛                   | *ビューパーダンス                                    | My Bupers                                            |                  |
| 母 ハルーワスウィート 2001 栗毛 | 母の父Machiavellian 1987 鹿毛                        | Mr. Prospector                                       | Raise a Native                                       | Raise a Native   |
| 母 ハルーワスウィート 2001 栗毛 | 母の父Machiavellian 1987 鹿毛                        | Mr. Prospector                                       | Gold Digger                                          |                  |
| 母 ハルーワスウィート 2001 栗毛 | 母の父Machiavellian 1987 鹿毛                        | Coup de Folie                                        | Halo                                                 | Halo             |
| 母 ハルーワスウィート 2001 栗毛 | 母の父Machiavellian 1987 鹿毛                        | Coup de Folie                                        | Raise the Standard                                   |                  |
| 母 ハルーワスウィート 2001 栗毛 | 母の母*ハルーワソング Halwa Song 1996 栗毛           | Nureyev                                              | Northern Dancer                                      | Northern Dancer  |
| 母 ハルーワスウィート 2001 栗毛 | 母の母*ハルーワソング Halwa Song 1996 栗毛           | Nureyev                                              | Special                                              |                  |
| 母 ハルーワスウィート 2001 栗毛 | 母の母*ハルーワソング Halwa Song 1996 栗毛           | Morn of Song                                         | Blushing Groom                                       | Blushing Groom   |
| 母 ハルーワスウィート 2001 栗毛 | 母の母*ハルーワソング Halwa Song 1996 栗毛           | Morn of Song                                         | Glorious Song                                        |                  |
| 母系(F-No.)                     | Ballade系(FN:12-c)                                   | Ballade系(FN:12-c)                                   | Ballade系(FN:12-c)                                   | [ § 3 ]          |
| 5代内の近親交配                 | Halo 3×4･5、Northern Dancer 5×4、Natalma 5･5（母内） | Halo 3×4･5、Northern Dancer 5×4、Natalma 5･5（母内） | Halo 3×4･5、Northern Dancer 5×4、Natalma 5･5（母内） | [ § 4 ]          |
| 出典                            | 1. 2. 3. 4.                                          | 1. 2. 3. 4.                                          | 1. 2. 3. 4.                                          | 1. 2. 3. 4.      |

- 半姉ヴィルシーナの産駒に新潟記念勝ち馬のブラヴァスと府中牝馬ステークス勝ち馬のディヴィーナがいる。
- 母の半弟にラジオNIKKEI賞勝ち馬のフレールジャック（父：ディープインパクト）、中日新聞杯・新潟記念勝ち馬のマーティンボロ（父：ディープインパクト）がいる。
- 従兄弟にみやこステークス・ダイオライト記念勝ち馬のセラフィックコール、阪神大賞典勝ち馬のサンライズアースがいる。
- 4代母のGlorious Songの全弟にDevil's Bag、Saint Balladoがいる。